# Alliance pour une nouvelle République
Pour les articles homonymes, voir ANR.
L’Alliance pour la nouvelle République (ANR) est une coalition regroupant plusieurs partis politiques d'opposition de la République du Congo :
- l’union pour la démocratie et la République (UDR-Mwinda) ;
- l’Union panafricaine pour la démocratie sociale (UPADS) ;
- le Rassemblement pour la démocratie et le développement (RDD) ;
- l'Action pour la renaissance du Congo/Mwana Congo Telema (A.r.c) ;
- le Rassemblement des forces démocratique (RFD).

La présidence de l’ANR est exercée de manière rotative par les chefs des partis membres :
- octobre 2008 - avril 2009 : M. Kinfoussa ;
- avril 2009 - octobre 2009 : chef de l’UPADS ;
- octobre 2009 - avril 2010 : Joachim Yhombi-Opango (RDD).

L’ANR dispose de plusieurs représentations à l’étranger.